# ريتش فوس
ريتش فوس (بالإنجليزية: Rich Vos) هو مقدم برامج إذاعية أمريكي، ولد في 30 يونيو 1957 في نيويورك في الولايات المتحدة.

## وصلات خارجية
- ريتش فوس على موقع IMDb (الإنجليزية)
- ريتش فوس على موقع ميوزك برينز (الإنجليزية)
- ريتش فوس على موقع قاعدة بيانات الفيلم (الإنجليزية)